# 图尔利亚克
图尔利亚克（法語：Tourliac，法語發音：[tuʁljak]）是法国洛特-加龙省的一个市镇，属于洛特河畔新城区。

## 地理
图尔利亚克（44°41'10"N, 0°48'27"E）面积9.83 平方千米，位于法国新阿基坦大区洛特-加龍省，该省份为法国西南部内陆省份，北起多爾多涅省，西接吉倫特省和朗德省，南至热尔省，东临塔恩-加龙省和洛特省。
与图尔利亚克接壤的市镇（或旧市镇、城区）包括：朗皮约、圣卡西安、帕朗凯、拉耶。

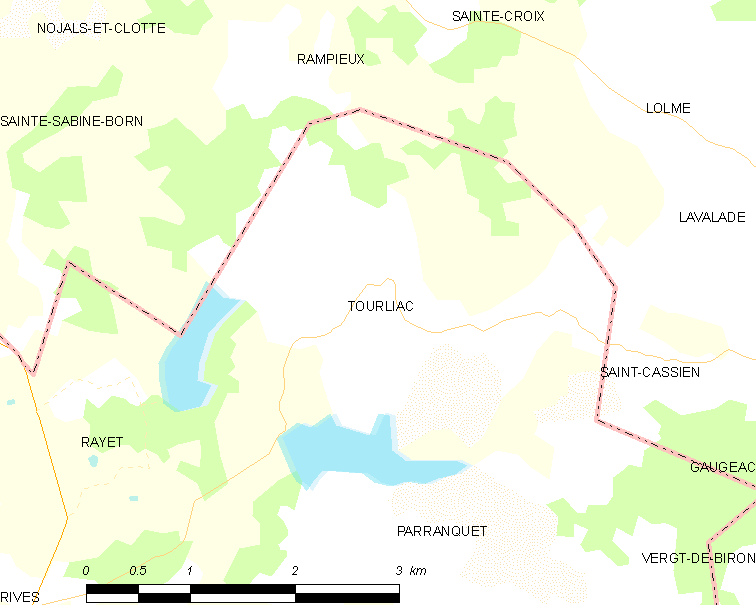
图尔利亚克的OSM定位图

图尔利亚克的时区为UTC+01:00、UTC+02:00（夏令时）。

## 行政
图尔利亚克的邮政编码为47210，INSEE市镇编码为47311。

## 政治
图尔利亚克所属的省级选区为上阿日奈-佩里戈尔县。

## 人口

1962-2008年间图尔利亚克人口变化图示

图尔利亚克于2022年1月1日时的人口数量为140人。